# Lenguas lezguias
Las lenguas lezgui o lezguias constituyen un subgrupo filogenético dentro de las lenguas caucásicas nororientales. Este grupo incluye el lezguio nuclear, junto el udi y el archi.

## Clasificación

### Clasificación interna
La clasificación interna de las lenguas lezguias es:
- Lezguio periférico: archi – 1200 hablantes[1]
- Samur[2] (lezguio nuclear)
  - Samur oriental
    - Udi – 5 000 hablantes
    - Lezgui–Aghul–Tabasaran[2]
      - Lezgui – 784 000 hablantes
      - Aghul – 28 300 hablantes
      - Tabasaro – 128 900 hablantes

  - Samur meridional
    - Kryts – 6 000 hablantes en 1975
    - Budukh – 1 000 hablantes

  - Samur occidental
    - Rutul – 29 510 hablantes
    - Tsajur – 22 770 hablantes

## Descripción lingüística

### Comparación léxica
Los numerales en diferentes lenguas lezguias son:
| GLOSA | Archi | Lezgui nuclear | Lezgui nuclear | Lezgui nuclear | Lezgui nuclear | Lezgui nuclear | Lezgui nuclear | Lezgui nuclear | Udi  | PROTO- LEZGUI  |
| GLOSA | Archi | Aghul          | Budukh         | Kryts          | Lezgui         | Rutul          | Tabasaran      | Tsakhur        | Udi  | PROTO- LEZGUI  |
| ----- | ----- | -------------- | -------------- | -------------- | -------------- | -------------- | -------------- | -------------- | ---- | -------------- |
| '1'   | os    | sɑd            | säb            | sæ-            | sɑd            | sɑ             | sɑb            | sɑ-            | sɑ   | *s:ɑ-          |
| '2'   | qˤʷʼe | qˤʼud          | kʼab           | qʷʼɑ-          | qʷʼed          | qˤʷʼɑd         | qˤʼub          | qˤʼo-          | pʼɑˤ | *qˤʷʼɑ~ *qˤʷʼe |
| '3'   | ɬeb   | xibud          | şub            | ʃibɯ-          | pːud           | xibɯd          | ʃubud          | xeb-           | xib  | *Łebu-         |
| '4'   | ebqʼ  | jɑqʼud         | juqʼub         | juqʼu-         | qʼud           | juqʼud         | jɑqʼub         | joqʼu-         | bipʼ | *jɑ-qʼu        |
| '5'   | ɬːo   | jyfyd          | fub            | fɯ-            | wɑd            | xud            | xub            | xo-            | qɔ   | *(ji-)Łʷo-     |
| '6'   | diɬ   | jerxid         | kɪxhɪb         | rɯxɯ-          | rəɡid          | rɯxɯd          | jirxub         | jixɨ-          | uˤq  | *jirxɨ-        |
| '7'   | witɬ͡  | jerid          | ji'ib          | jiɣɯ-          | erid           | jiɣud          | urɣub          | jiɣɨ-          | wuˤq | *wirɣu-        |
| '8'   | metɬ͡e | mujid          | mɪjɪb          | miɣɯ-          | miʒid          | mɯjed          | miʒib          | molʲu-         | muˤɣ | *muɣi-         |
| '9'   | uʧʼ   | jerkʼyd        | viçɪb          | jiʧʼi-         | kʼyd, ʦʼyd     | huʧʼud         | urʧʷʼub        | juˤʧʼu-        | wuj  | *wirkʼy-       |
| '10'  | wiʦʼ  | jiʦʼud         | jiʦʼɪb         | jiʦʼɯ-         | ʦʼud           | jiʦʼɯd         | jiʦʼub         | jiʦʼɨ-         | wiʦʼ | *wiʦʼɨ-        |
- El fonema designado /Ł/ denota un sonido fricativo sordo difícil de precisar (podría tratarse de [θ],[ɬ] o [ɬx])

### Sonorización de eyectivas
Las lenguas lezguias presentan un cambio fonológico tipológicamente interesante y relevante para la hipótesis glotálica concerniente a la reconstrucción del proto-indoeuropeo. Este cambio consiste en que algunas consonantes eyectivas sordas se han sonorizado, tal como se la hipótesis glotálica sostiene que también pasó en protoindoeuropeo de manera independiente. Si bien en lezgui las correspondencias fonéticas no han sido bien estudiadas (el rutul muestra algunas inconsistencias), algunos ejemplos de esta sonorización son los siguientes:
- No-lezguio: Avar tstsʼar / Lezguio: Rutul dur, Caxur do 'nombre'
- No-lezguio: Archi motʃʼor, Lak tʃʼiri / Lezguio: Rutul mitʃʼri, Tabassaran midʒir, Aɡul mudʒur 'barba'
- No-lezguio: Avar motsʼ / Lezguio: Tabassaran vaz 'moon'

En lenguas nakh existe un cambio similar en posición no inicial.